# Breynia cernua
Breynia cernua là một loài thực vật có hoa trong họ Diệp hạ châu. Loài này được (Poir.) Müll.Arg. mô tả khoa học đầu tiên năm 1866.